# Houtmanspoorbrug
De Houtmanspoorbrug, in de volksmond Singelgrachtbrug is een stelsel van ophaalbruggen in Amsterdam-Centrum, rand Spaarndammerbuurt.
De brug overspant het Westerkanaal met haar westelijke kade, de Houtmankade. Tot november 2017 stond de brug bekend als S4 (spoorbrug 4) dan wel Singelgrachtbrug. Het Westerkanaal ligt namelijk in het verlengde van de Singelgracht. In die maand ver/hernoemde de gemeente Amsterdam alle spoorbruggen in de stad voor opname in de Basisregistraties Adressen en Gebouwen.
De brug ligt in de drie spoorlijnen tussen de stations Amsterdam Centraal Station en Station Amsterdam Sloterdijk, de lijnen:
- Amsterdam - Haarlem;
- Amsterdam - Zaandam;
- Amsterdam Centraal - Schiphol.

## Geschiedenis
Het Westerkanaal werd gegraven in de jaren zeventig van de 19e eeuw op de plaats van het noordelijke gedeelte van de Singelgracht, die hier nogal kronkelde. Een trein hoefde toen nog niet "over te steken", het eindstation van de Oude Lijn in Amsterdam was toen nog het Station Amsterdam Willemspoort, dat heden ten dage in het Westerpark zou liggen, dus ten westen van de Singelgracht/Westerkanaal. Eind jaren zeventig werd het spoor verder stadinwaarts gelegd; er kwam in oktober 1878 het tijdelijke station Station Amsterdam Westerdok gereed, ten oosten van de Singelgracht. Uit die tijd stamt dan ook de eerste spoorbrug alhier.
De moderne geschiedenis begint in 1916 als bij wet wordt bepaald dat het spoor van en naar het Centraal Station Amsterdam richting west en noordwest (lees richting Zaandam, Den Helder) uitgebreid moest worden. Daarbij werd het Centraal Station aan de achterkant (aan het IJ) uitgebreid met een tweede kap. Om voldoende capaciteit op het spoor te krijgen werd er eerst op 2 juli 1923 naast de bestaande draaibrug een nieuwe grotere, hogere ophaalbrug in gebruikgenomen (inclusief een nieuw spoorwegviaduct tussen deze brug en Amsterdam Centraal)   (de onderdelen van deze brug waren in Duitsland gefabriceerd). De draaibrug ging daarna uit dienst zodat er daar een tweede ophaalbrug gebouwd kon worden. Op 5 juni 1925 kwam (na een renovatie van het oude spoorwegviaduct) met de tweede nieuwe ophaalbrug, het gehele viersporig gemaakte trace tussen deze beide Singelgrachtbruggen en het Amsterdam Centraal in dienst. De onderdelen van de tweede brug waren door Werkspoor gefabriceerd.  Het ontwerp van die relatief grote bruggen kwam van Rijkswaterstaat uit de pen van ingenieurs David Adriaan van Heijst (1879-1966, zoon van schrijver David François van Heijst) en Pieter Joosting (bekend van De Hef). Ophaalbruggen voor het spoor moesten destijds aan afwijkende eisen voldoen (ten opzichte van ophaalbruggen voor verkeer). Zo mocht de val bij een brug in rust niet rusten op de draaitappen, ze moest aan het vooreind stevig rusten op de onderbouw en de balans mocht niet meetrillen met de val. (Frank V. Smit noemt het dat de brug in rust de kwaliteiten van een vaste liggerburg moet hebben). Van Heijst had daar zelf een oplossing voor gevonden, de ballast op de balans moest meebewegen. Zowel de regelopsteller Johannes Bertram als Van Heijst hadden ontwerpen van Wichert Arend de Graaf geraadpleegd; de man van de ijzeren ophaalbruggen binnen de Dienst der Publieke Werken Amsterdam.
Tot 1994 waren deze bruggen voor iedereen in de buurt te zien. Toen werd de capaciteit van het spoor richting west en noordwest opnieuw uitgebreid.

## Huidige situatie
Er kwamen vanaf 1991 drie nieuwe ophaalbruggen in een ontwerp van Harry Reijnders, van ingenieursbureau Articon te Amersfoort, een zelfstandig bedrijf waar de NS 100% aandeelhouder was. Ook dit zijn relatief grote ophaalbruggen. Ze dragen gezamenlijk zes sporen, uitbreiding vond plaats in verband met de Schiphollijn. De brug behoort tot de eerste spoorbruggen in Nederland waarbij gebruikgemaakt is van ingegoten spoorstaven om de geluidshinder naar de omgeving te beperken. De bruggen werden vrijwel direct na oplevering bewerkt met moderne graffiti.
Voor de scheepvaart vormt de brug een onderdeel van de staande mastroute. De brug wordt uitsluitend in de nachtelijke uren voor het scheepvaartverkeer geopend.

## Fotogalerij

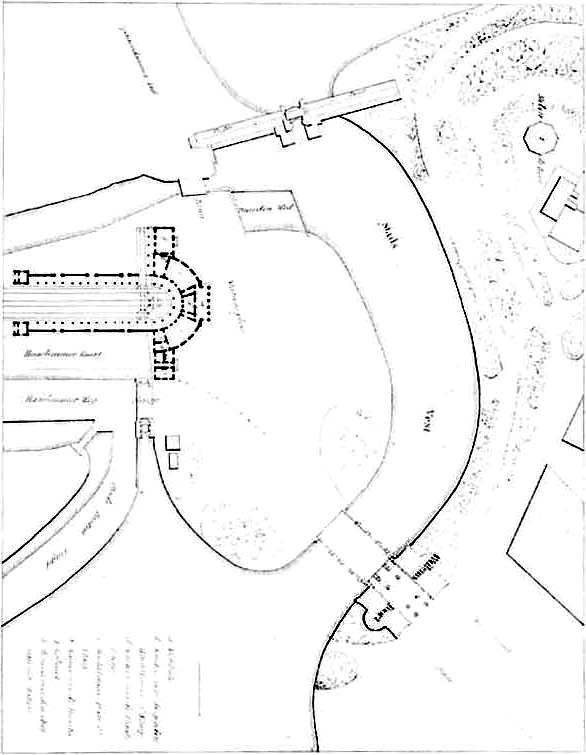
Wel station, maar geen spoorbrug in 1843
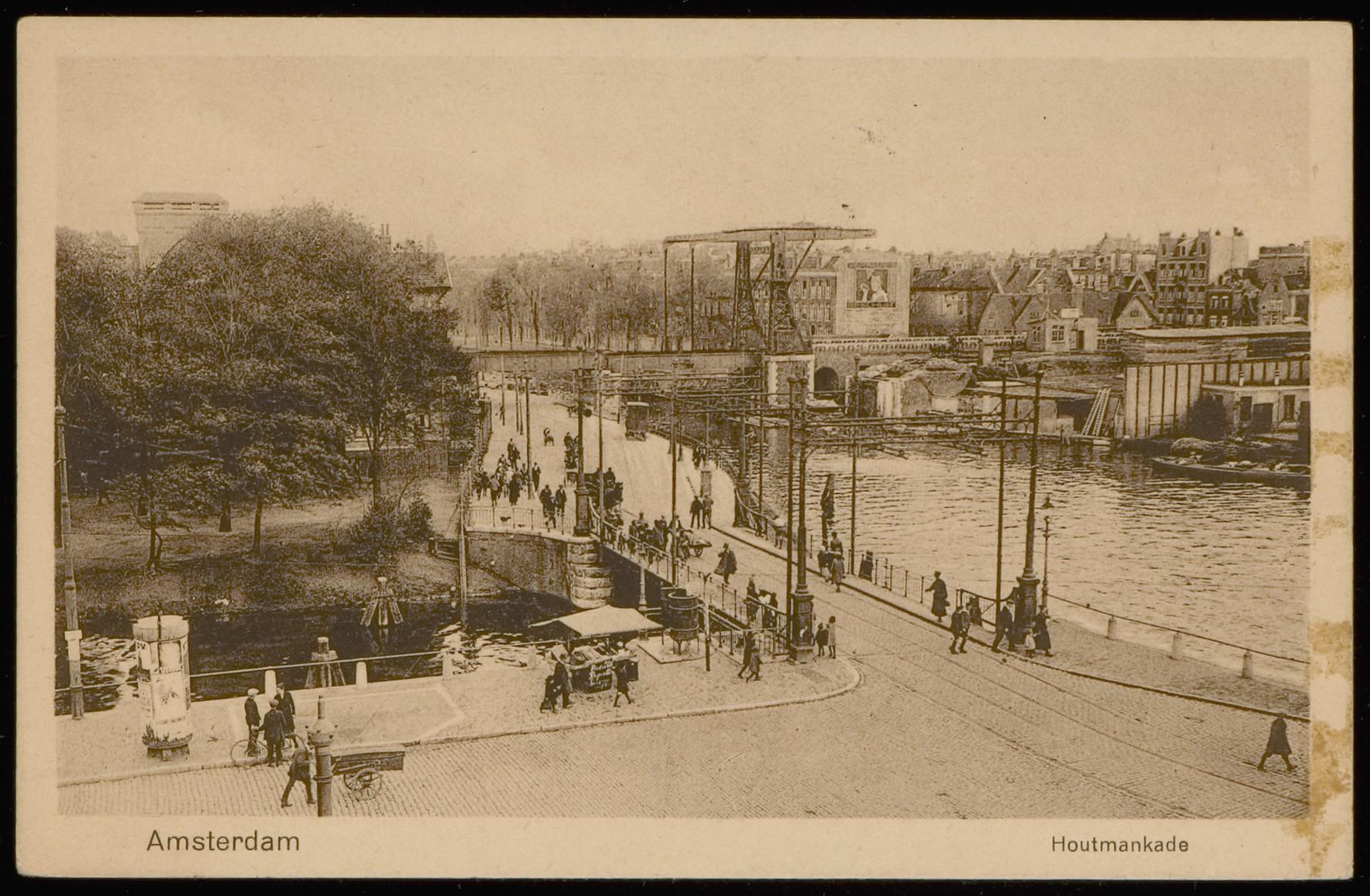
De eerste nieuwe ophaalbrug, tussen 2 juli 1923 en 5 juni 1925 (ruim na 2 juli 1923 aangezien de draaibrug ernaast al is gesloopt, maar ruim voor juni 1925 omdat nog niet begonnen is met de bouw van de tweede ophaalbrug).
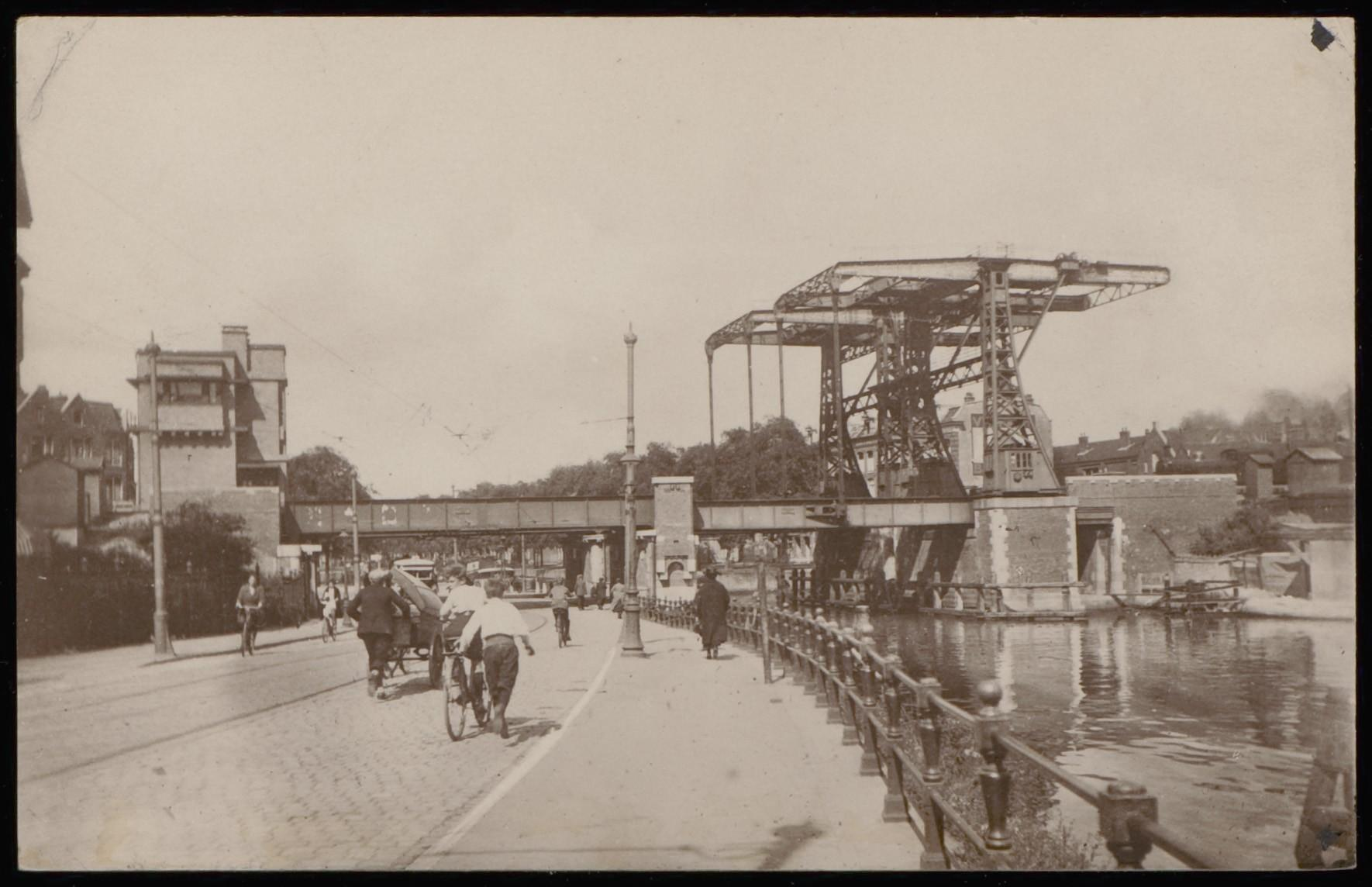
De 1924-bruggen, de noordelijke van 1923 en de zuidelijke van 1925 (meer originele exemplaren van deze foto geven de volgende foto-datering: mei 1926, voor de elektrificatie van de spoorlijn naar Haarlem in 1927).
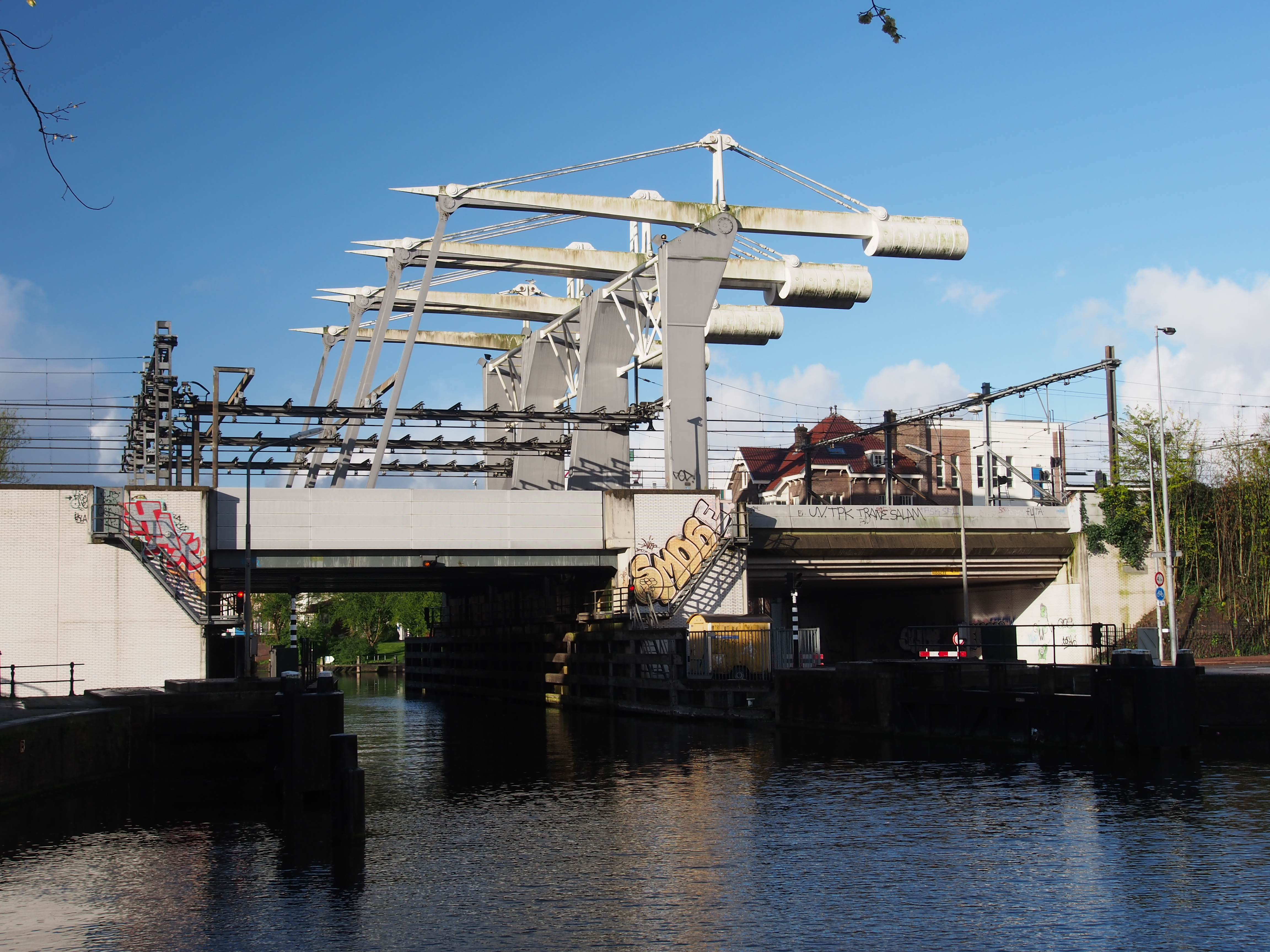
De bruggen in 2016

Abcouderpadspoorbrug ·
AMC-Padspoorbrug ·
Amstelveensewegspoorbrug ·
Anderlechtspoorbrug ·
Arlandaspoorbrug ·
Basiswegspoorviaduct Oost ·
Basiswegspoorviaduct West ·
Beethovenspoorbrug ·
Ben Viljoenspoorbrug ·
Beukenwegspoorbrug ·
Bonispoorbrug ·
Bos en Lommerspoorbrug ·
Spoorbrug in de Burgemeester Stramanweg · 
Bullewijkspoorbrug ·
Carrascospoorviaduct ·
Celebesspoorbrug ·
Comeniusspoorbrug ·
Czaar Peterspoorbrug ·
Cruquiusspoorbrug ·
Dalsteinbrug ·
Domselaerspoorbrug ·
Erasmusspoorbrug ·
Europaboulevardspoorbrug ·
Frans de Wollantsspoorbrug ·
Gaasperdammerspoorbrug ·
Haarlemmerwegspoorbrug ·
Heemstedespoorbrug ·
Hemsterhuisspoorbrug ·
Henk Sneevlietspoorbrug ·
Hoogoorddreefspoorbrug ·
Houtmanspoorbrug ·
Houttuinenspoorbrug ·
Insulindespoorbrug ·
Jan Evertsenspoorbrug ·
Jan van Galenspoorbrug ·
Johan Huizingaspoorbrug ·
Kabelwegspoorbrug ·
Karspeldreefspoorbrug ·
Kastrupspoorbrug ·
Kattenburgerspoorbrug ·
Korte Prinsengrachtspoorbrug ·
Kruislaanspoorbrug ·
Lelylaanspoorbrug ·
Linnaeuskadespoorbrug ·
Linneausstraatspoorbrug ·
Meibergpadspoorbrug ·
Molukkenspoorbrug ·
Mr. Treubspoorbrug ·
Museumlijnspoorbrug ·
Nieuwegeinspoorbrug ·
Nieuwe Haagsespoorbrug ·
Noordzeewegspoorbrug ·
Omvalspoorbrug ·
Oostertoegangsspoorbrug ·
Oosterdoksspoorbrug ·
Overbrakerspoorbrug ·
Overzichtspoorbrug ·
Pablo Nerudaspoorbrug West ·
Pablo Nerudaspoorbrug Oost ·
Parnassusspoorbrug ·
Piarcospoorviaduct ·
Pieter Calandspoorbrug ·
Planciusspoorbrug ·
Ringdijkspoorbrug ·
Robert Fruinspoorbrug ·
Rozenoordspoorbrug ·
Schinkelspoorbrug ·
Seinewegspoorbrug Noord ·
Seinewegspoorbrug Zuid ·
Sloterdijkerwegspoorweg ·
Solitudolaanspoorbrug ·
Spaarndammerspoorbrug ·
Strandvlietspoorbrug ·
Tafelbergspoorbrug ·
Tjepmaspoorbrug ·
Transformatorwegspoorbrug ·
Van Swindenspoorbrug ·
Vlaardingenspoorbrug ·
Westerdoksdijkspoorbrug ·
Westertoegangsspoorbrug ·
Wibautspoorbrug ·
Wiltzanghspoorbrug ·
Wijttenbachspoorbrug ·
Zaandijkspoorbrug ·
Zaventemspoorbrug ·
Zeeburgerdijkspoorbrug ·
Zeeburgerpadspoorbrug